# Unaí (kommun)
Unaí är en kommun i Brasilien.   Den ligger i delstaten Minas Gerais, i den sydöstra delen av landet, 150 km sydost om huvudstaden Brasília. Antalet invånare är 77 590.
Följande samhällen finns i Unaí:
- Unaí

Omgivningarna runt Unaí är huvudsakligen savann. Runt Unaí är det glesbefolkat, med 8 invånare per kvadratkilometer.